# Süleyman Deveci
Süleyman Deveci (* 1966 in Ankara, Türkei) ist ein deutsch-türkischer Journalist und Autor.

## Leben
Nach dem Abitur in Ankara begann Deveci ein Romanistikstudium an der Universität Ankara. Im Alter von 21 Jahren übersiedelte er nach Hamburg. Hier absolvierte er 2004 eine Ausbildung zum Fachzeitschriftenredakteur.
Deveci arbeitet in türkischer und deutscher Sprache und ist als freier Journalist und Onlinejournalist für diverse Medien tätig. Daneben hat er auch Romane und Erzählungen veröffentlicht. In seinen Arbeiten nimmt sich Deveci insbesondere kurdischer und Einwanderer-Thematiken an.
Er ist Herausgeber und Chefredakteur des mehrsprachigen Nachrichtenportals „Almanyalılar“.

## Werke
- Menschen aus der Geschichte der Kurden. Novum Verlag, Neckenmarkt/Wien/München 2007, ISBN 978-3-902536-52-5.
- Tod in der Luxuspassage. Novum Verlag, Neckenmarkt/Wien/München 2008, ISBN 978-3-85022-496-3.
- Saladin, der Kurde. Novum Pro, Neckenmarkt/Wien/München 2009, ISBN 978-3-85022-794-0.
- Hamburg'dan Esintiler. Yankı Yayınları, Istanbul 2011, ISBN 978-6-05436-881-5.
- Hamburg'da Hayat. Ürün Yayınevi, Ankara 2012, ISBN 978-6-05551-697-0.
- Hamburg'da Yalnızlık. Ürün Yayınevi, Ankara 2012, ISBN 978-6-05461-632-9.
- Hamburg'da Aşk Başkadır. Favori Yayınları, Ankara 2013, ISBN 978-6-05479-403-4.
- Hamburg'da Edebiyat. Favori Yayınları, Ankara 2013, ISBN 978-6-05479-418-8.
- Yak Gitsin. Favori Yayınları, Ankara 2014, ISBN 978-6-05479-487-4.
- Menschen aus der Geschichte der Kurden. 2. Auflage. Kindle Edition, Juli 2019 (E-Book)
- IRRITIERT oder INSPIRIERT (Kritik, Rezension, Vorstellung). Kindle Edition, Juli 2019 (E-Book)
- Unterwegs. Roman. Kindle Edition, August 2019 (E-Book)
- Hz. Ali. Der erste Imam. Biografie. Kindle Edition, Januar 2020 (E-Book)